# Саммер Картер
Саммер Картер (англ. Summer Carter) настоящее имя Аманда Снайдер (англ. Amanda Snyder, род. 15 октября 1992, Аризона) — американская порноактриса и эротическая модель, лауреатка премии NightMoves Award.

## Биография
Родилась 15 октября 1992 года. Дебютировала в порноиндустрии в 2014 году, в возрасте около 22 лет.
Снималась для таких студий, как New Sensations, Evil Angel, Elegant Angel, Digital Sin и других.
В начале карьеры, снимаясь для аризонского сайта GloryholeSwallow.com, использовала псевдоним Summer A. Позже некоторое время была известна как Мэнди Снайдер (Mandy Snyder). Окончательное сценическое имя «Саммер Картер» появилось примерно в мае 2014 года.
В 2015 году получила премию Nightmoves Award в категории «лучшая новая старлетка» по версии поклонников.
Ушла из индустрии в 2018 году, снявшись в 31 фильме.

## Награды и номинации
| Год  | Церемония             | Результат | Премия                 | Работа |
| ---- | --------------------- | --------- | ---------------------- | ------ |
| 2015 | Nightmoves Fan Awards | Победа    | Лучшая новая старлетка | н/д    |
| 2015 | Nightmoves Awards     | Номинация | Лучшая новая старлетка | н/д    |